# 国鉄3250形蒸気機関車
3250形は、かつて日本国有鉄道の前身である鉄道院に在籍したタンク式蒸気機関車である。
本項では、細部が異なるものの、本質的に同形車である3390形についても取り扱う。

## 概要

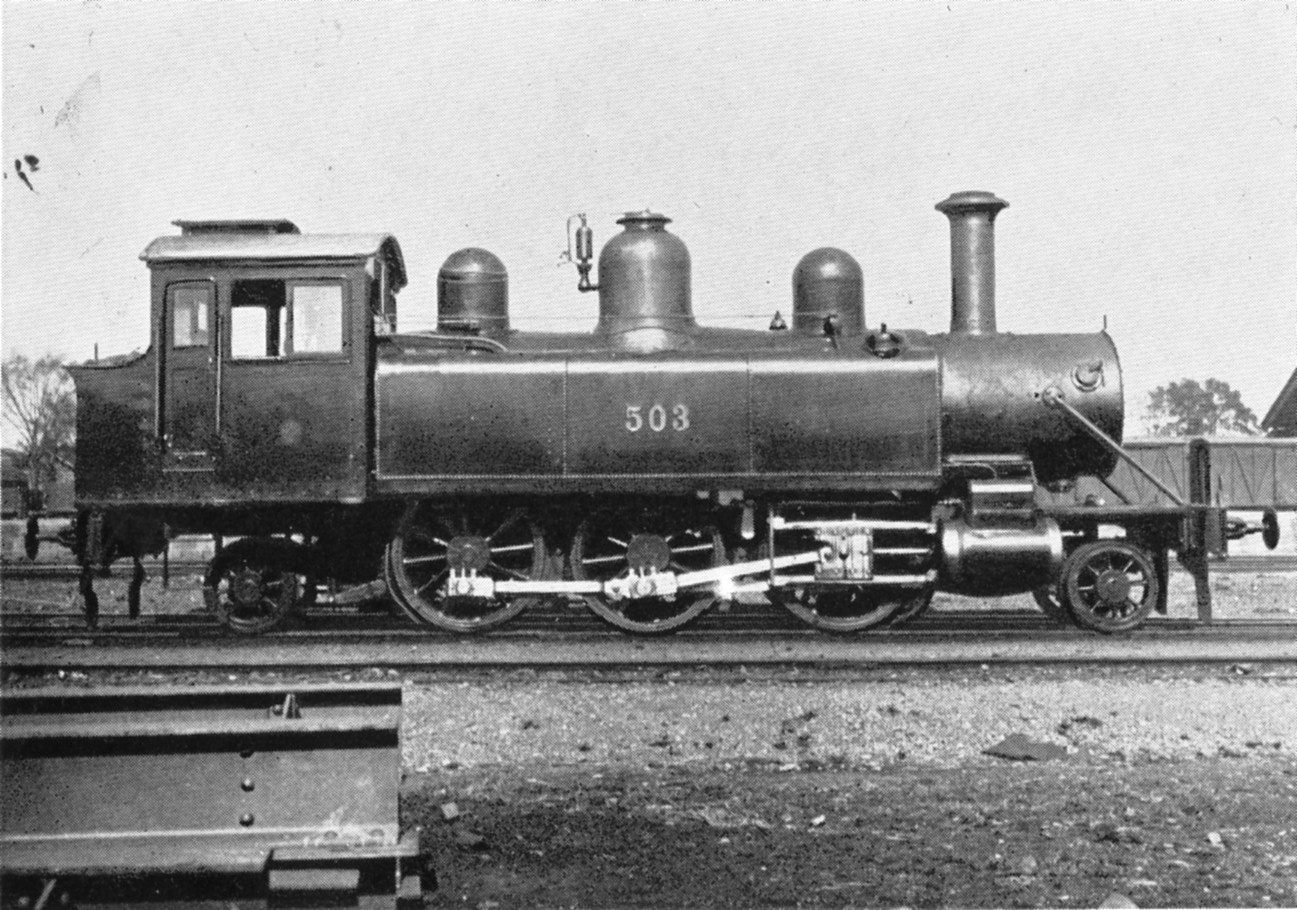
日本鉄道 503（後の鉄道院 3252）

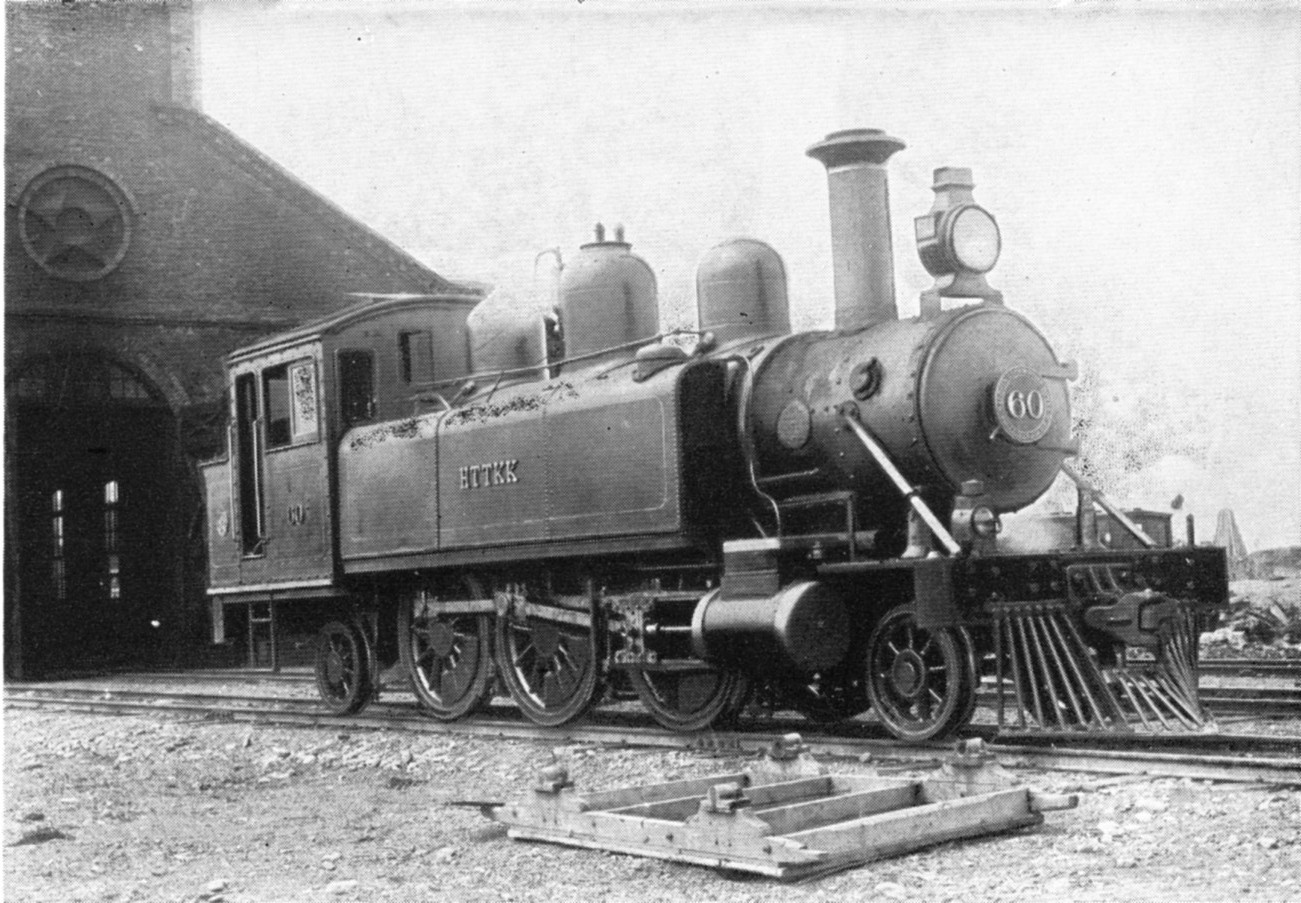
北海道炭礦鉄道 60（後の鉄道院 3392）

3250形は、元は両毛鉄道が1893年（明治26年）にアメリカ合衆国のボールドウィン・ロコモティブ・ワークスから5両（製造番号13776, 13777, 13780 - 13782）を輸入した車軸配置2-6-2(1C1)で単式2気筒の飽和式タンク機関車である。両毛鉄道が国有鉄道の管理から離れた1年後に製造された両毛鉄道プロパーの機関車である。両毛鉄道では1 - 5、1897年（明治30年）の日本鉄道への併合後は、B3/5形（501 - 505）とされた。筑豊鉄道に導入された後の鉄道院3300形をやや小型にした機関車である
1901年（明治34年）には、1両（504）が北海道炭礦鉄道に譲渡され、同社のM形、後にル形（58）となったが、北海道炭礦鉄道は同年、2両の同形車（製造番号19330, 19331）をボールドウィンに追造させ、同じくル形に編入して59, 60とした。
1906年（明治39年）に両社は鉄道国有法によって買収され、所属する機関車官設鉄道籍となった。これを受けて1909年（明治42年）に制定された鉄道院の車両称号規程では、日本鉄道の4両は3250形（3250 - 3253）、北海道炭礦鉄道の3両は3390形（3390 - 3392）に改番された。
これらは、メーカー規格では10-22 1/4Dで、本来同一のものである。それがこのように2形式に分かれたのは、北海道炭礦鉄道では動輪のタイヤを増強して、直径を1,270mmから1,321mmに増したためである。
3250形はいずれも構内入換に使用されたが、1両が1917年（大正6年）1月、残りが1918年（大正7年）に廃車となった。このうち1917年に廃車となった3253が白棚鉄道へ払い下げられて同社の1に、3251は八幡製鉄所へ、3250と3252は日中合弁企業である中日実業公司を通じて、中国の鉱山で使用されている。白棚鉄道の1は、同鉄道が1938年（昭和13年）に鉄道省に借り上げられたのにともない、再び国有鉄道によって使用され、1940年（昭和15年）まで使用された。
八幡製鉄所の3251は84、後に318 → 343に改番され、先輪および従輪を撤去して車軸配置0-6-0(C)とされたが、水タンクの形状を傾斜型としたり、弁装置をワルシャート式に変更するなど大規模な改造が行われたものの、1951年（昭和26年）まで使用された。
3390形については、国有化後も北海道内で使用されたが、1924年（大正13年）に全車が廃車となった。これらは同年に3391, 3392が、翌年には3390が釧路臨港鉄道に払下げられて同社の1 - 3となった。そのうち、3は1936年（昭和11年）に事故廃車となり、1は1951年、2は1950年（昭和25年）に老朽廃車された。

## 主要諸元

### 3250形
- 全長 : 9,810mm
- 全高 : 3,607mm
- 全幅 : 2,286mm
- 軌間 : 1,067mm
- 車軸配置 : 2-6-2(1C1)
- 動輪直径 : 1,270mm
- 弁装置：スチーブンソン式アメリカ型
- シリンダー（直径×行程） : 356mm×508mm
- ボイラー圧力 : 9.8kg/cm2
- 火格子面積 : 1.35m2
- 全伝熱面積 : 56.8m2
  - 煙管蒸発伝熱面積 : 51.1m2
  - 火室蒸発伝熱面積 : 5.7m2
- ボイラー水容量 : 2.5m3
- 小煙管（直径×長サ×数） : 44.5mm×2794mm×131本
- 機関車運転整備重量 : 36.32t
- 機関車空車重量 : 29.87t
- 機関車動輪上重量（運転整備時） : 27.69t
- 機関車動輪軸重（第2動輪上） : 10.80t
- 水タンク容量 : 3.20m3
- 燃料積載量 : 1.83t
- 機関車性能
  - シリンダ引張力 : 4,220kg
- ブレーキ装置 : 手ブレーキ、蒸気ブレーキ

### 3390形
- 全長 : 9,823mm
- 全高 : 3,620mm
- 全幅 : 2,350mm
- 軌間 : 1,067mm
- 車軸配置 : 2-6-2(1C1)
- 動輪直径 : 1,321mm
- 弁装置 : スチーブンソン式アメリカ型
- シリンダー（直径×行程） : 356mm×508mm
- ボイラー圧力 : 9.8kg/cm2
- 火格子面積 : 1.35m2
- 全伝熱面積 : 57.7m2
  - 煙管蒸発伝熱面積 : 51.1m2
  - 火室蒸発伝熱面積 : 6.6m2
- ボイラー水容量 : 3.1m3
- 小煙管（直径×長サ×数） : 44.5mm×2,794mm×131本
- 機関車運転整備重量 : 41.57t
- 機関車空車重量 : 32.73t
- 機関車動輪上重量（運転整備時） : 31.62t
- 機関車動輪軸重（第3動輪上） : 11.64t
- 水タンク容量 : 3.29m3
- 燃料積載量 : 1.85t
- 機関車性能
  - シリンダ引張力 : 4,220kg
- ブレーキ装置 : 手ブレーキ、蒸気ブレーキ